# Passerelles et Compétences
Passerelles et Compétences est une association loi de 1901 à but non lucratif, créée en France en 2002, qui met en relation des associations de solidarité exprimant un besoin de soutien précis avec des citoyens désireux de proposer bénévolement leur compétence et leur savoir-faire.
La mise en relation est réalisée par une personne bénévole, appelée "passerelle", qui aide l'association à formaliser son besoin et qui sélectionne et encourage le bénévole qui réalisera la mission.
Les passerelles bénévoles interviennent partout en France, au sein de 21 antennes régionales et 1 antenne à distance pour les zones sans correspondant local.

## Historique
L'origine de Passerelles et Compétences date de 2001 lorsque Patrick Bertrand constata que les associations avaient d'importants besoins non couverts en matière de compétences,,. Sur la base de ce constat, il créa en 2002 Passerelles et Compétences avec 7 autres fondateurs.
En 2020, face au besoin croissant de renouvellement des bénévoles membres de conseils d'administration, l'aide aux associations est étendue au bénévolat de gouvernance.
Entre 2002 et 2021, l'association est passée de 85 missions bénévoles et 14 associations bénéficiaires à 6913 missions réalisées et 3551 associations bénéficiaires.

## Objectifs
Le service de mise en relation de Passerelles et Compétences permet à l'association demandeuse de bénéficier de compétences qu'elle ne peut généralement pas s'offrir,; pour sa part, le bénévole vit une expérience formatrice dans un contexte souvent nouveau,. Cette expérience permet au bénévole de faire reconnaître son engagement dans sa vie personnelle et ses compétences pour sa carrière professionnelle.
Les bénévoles qui acceptent de réaliser des missions sont en activité professionnelle ou pas, en transition professionnelle ou en recherche d'emploi, jeunes retraités ou étudiants. L'inscription d'un bénévole pour réaliser une mission est gratuite et instantanée, sous réserve de la signature de la charte éthique.

## Missions
Les compétences que le bénévole apporte à l'association bénéficiaire sont définies conjointement avec Passerelles & Compétences sous forme d'une mission : « les volontaires sont systématiquement reçus en entretien, afin de préciser leurs désirs et leurs disponibilités ». Les missions sont, le plus souvent, ponctuelles et compatibles avec une activité professionnelle à plein temps.
Les types de missions des bénévoles reflètent les besoins des associations sur le plan technique (informatique, traduction, graphisme, juridique), stratégique (développement, audits, financements) ou ressources humaines (recrutement, coaching, etc.).
Certaines missions consistent à aider les associations à renouveler les membres de leur conseil d'administration pour renforcer leur gouvernance : les bénévoles s'engagent durablement dans un mandat d'administrateur. Un protocole spécifique est alors mis en place pour préciser l'état de la gouvernance, les profils d'administrateurs nécessaires et réussir leur intégration.
Passerelles & Compétences souhaite être accessible aux associations de taille et de budget modestes. Pour ce faire, la participation demandée (sous forme de cotisation et de participation aux frais de recherche) est fonction des capacités financières de l'association.
Parmi les associations bénéficiaires figurent Action contre la faim, Secours Catholique, Animafac, Unis Cité, Enfants du mékong.